# Henderson-Hasselbalch-vergelijking
De Henderson-Hasselbalch-vergelijking, ook wel de bufferformule of buffervergelijking, is een vergelijking om de pH-waarde van een buffersysteem te berekenen. Ook wordt de vergelijking gebruikt om de pH van biologische en chemische systemen te bepalen en om de pH te berekenen waarbij een zuur-base-reactie in evenwicht is. De vergelijking is genoemd naar de Amerikaanse scheikundige Lawrence Joseph Henderson en de Deen Karl Albert Hasselbalch. Deze twee geleerden voerden de vergelijking aan het begin van de 20e eeuw in na onderzoek naar de zuurtegraad van waterige oplossingen.

## Geschiedenis
Lawrence Joseph Henderson stelde in 1908 een vergelijking op die het gebruik van diwaterstofcarbonaat (koolzuur) als bufferoplossing beschrijft. Later heeft Karl Albert Hasselbalch deze formule omgezet naar een logaritmische vergelijking. Hierdoor ontstond de Henderson-Hasselbalch-vergelijking.

## Afleiding

### Wiskundige manipulaties
De formule ontstaat bij beschouwing van de evenwichtsreactie van een zwak zuur HA in water.
{\displaystyle {\ce {HA + H2O <=> A- + H3O+}}}
H3O+ wordt in de vergelijking gesubstitueerd voor H+ aangezien water niet altijd het oplosmiddel is. De zuurconstante Ka wordt dan uitgedrukt als
{\displaystyle \mathrm {K_{a}={\dfrac {[A^{-}][H^{+}]}{[HA]}}} }
Waarbij de vierkante haken duiden op de evenwichtsconcentraties van de componenten in oplossing. Hierna wordt langs beide kanten de negatieve logaritme met grondtal 10 genomen. Aangezien
{\displaystyle \mathrm {pH} =-\log \mathrm {[H^{+}]} }
en
{\displaystyle \mathrm {pK_{a}} =-\log \left(\mathrm {K_{a}} \right)}
en met toepassing van de rekenregels omtrent logaritmen vindt men:
{\displaystyle {\begin{matrix}\mathrm {-\log(K_{a})} &=&-\log \mathrm {\left({\dfrac {[A^{-}][H^{+}]}{[HA]}}\right)} \\\mathrm {pK_{a}} &=&\mathrm {pH} -\log \mathrm {\left({\dfrac {[A^{-}]}{[HA]}}\right)} \\\mathrm {pH} &=&\mathrm {pK_{a}} +\log \mathrm {\left({\dfrac {[A^{-}]}{[HA]}}\right)} \end{matrix}}}
Bovenstaande vergelijking is niet zo bijzonder, gezien ze gewoon een herschreven vorm van de gewone evenwichtsformule van een zwak zuur is. Specifiek voor buffersystemen kan de vergelijking worden aangepast door een aantal benaderingen door te voeren.

### Benaderingen
Een buffersysteem bestaat uit een oplossing van zowel een zwak zuur HA (of zwakke base B) als een zout van zijn geconjugeerde base (MA) (of zuur). Daar een zout van een zwak zuur of base doorgaans goed oplost en dus volledig dissocieert, zal het merendeel van de A−-ionen afkomstig zijn van het zout. Aan de andere kant zal de toevloed aan A− afkomstig van het zout de evenwichtsreactie van het zwakke zuur beïnvloeden. Dit evenwicht ligt toch al voornamelijk naar links (niet gedeprotoneerd), en het zuur zal nu quasi-volledig geprotoneerd blijven.
Als de initiële concentratie van het zuur HA nu Czuur genoemd wordt, en de initiële concentratie van het zout MA Czout kan men stellen dat
{\displaystyle {\begin{matrix}\mathrm {[HA]} &\approx &\mathrm {C_{zuur}} \\\mathrm {[A^{-}]} &\approx &\mathrm {C_{zout}} \end{matrix}}}
En krijgen we de Henderson-Hasselbalch-vergelijking:
{\displaystyle \mathrm {pH} =\mathrm {pK_{a}} +\log \mathrm {\left({\dfrac {C_{zout}}{C_{zuur}}}\right)} }
Analoog kan men voor een zwakke base B en een zout van zijn geconjugeerd zuur BH+ het volgende vinden:
{\displaystyle \mathrm {pH} =\mathrm {pK_{a}} (\mathrm {BH^{+}} )+\log \mathrm {\left({\dfrac {C_{base}}{C_{zout}}}\right)} }
Deze benaderingen maken de vergelijking een nuttig hulpmiddel voor het maken van bufferoplossingen van een bepaalde pH aangezien de relatieve verhouding van de twee componenten kan worden gevonden. Andersom kan de pH bij bekende initiële concentraties voorspeld worden.

## Beperkingen
De Henderson-Hasselbalchvergelijking negeert het feit dat in de definitie van de pH de negatieve logaritme van de chemische activiteit van protonen genomen wordt en niet de concentratie ervan:
{\displaystyle \mathrm {pH} =-\log \left(a_{H^{+}}\right)}
De gemaakte benaderingen werken minder goed bij:
- sterkere zwakke zuren en sterkere zwakke basen.  Voor sterkere zwakke zuren zal de aanname dat de ionisatie van het zuur praktisch geblokkeerd wordt door de aanwezigheid van de geconjugeerde base uit het zout niet meer opgaan.  Een vuistregel hiervoor is dat een pKa < 2,5 een slechte pH-voorspelling geeft
- een concentratie groter dan 10 mM van zuren met een pKa > 2,5.  De pH-voorspelling zal een lichte afwijking geven, het verschil tussen concentratie en activiteit speelt hier een rol.

Een ander probleem ontstaat wanneer een bufferoplossing te sterk wordt verdund. Wanneer de buffercapaciteit wordt overschreden, zal de pH sterk worden bepaald door de autoprotolyse van water. Voor moleculen met meerdere zuurgroepen kan de Henderson-Hasselbalchvergelijking alleen worden toegepast als de pKa-waarden van deze zuurgroepen ten minste 4 eenheden van elkaar verschillen.

## Voorbeelden

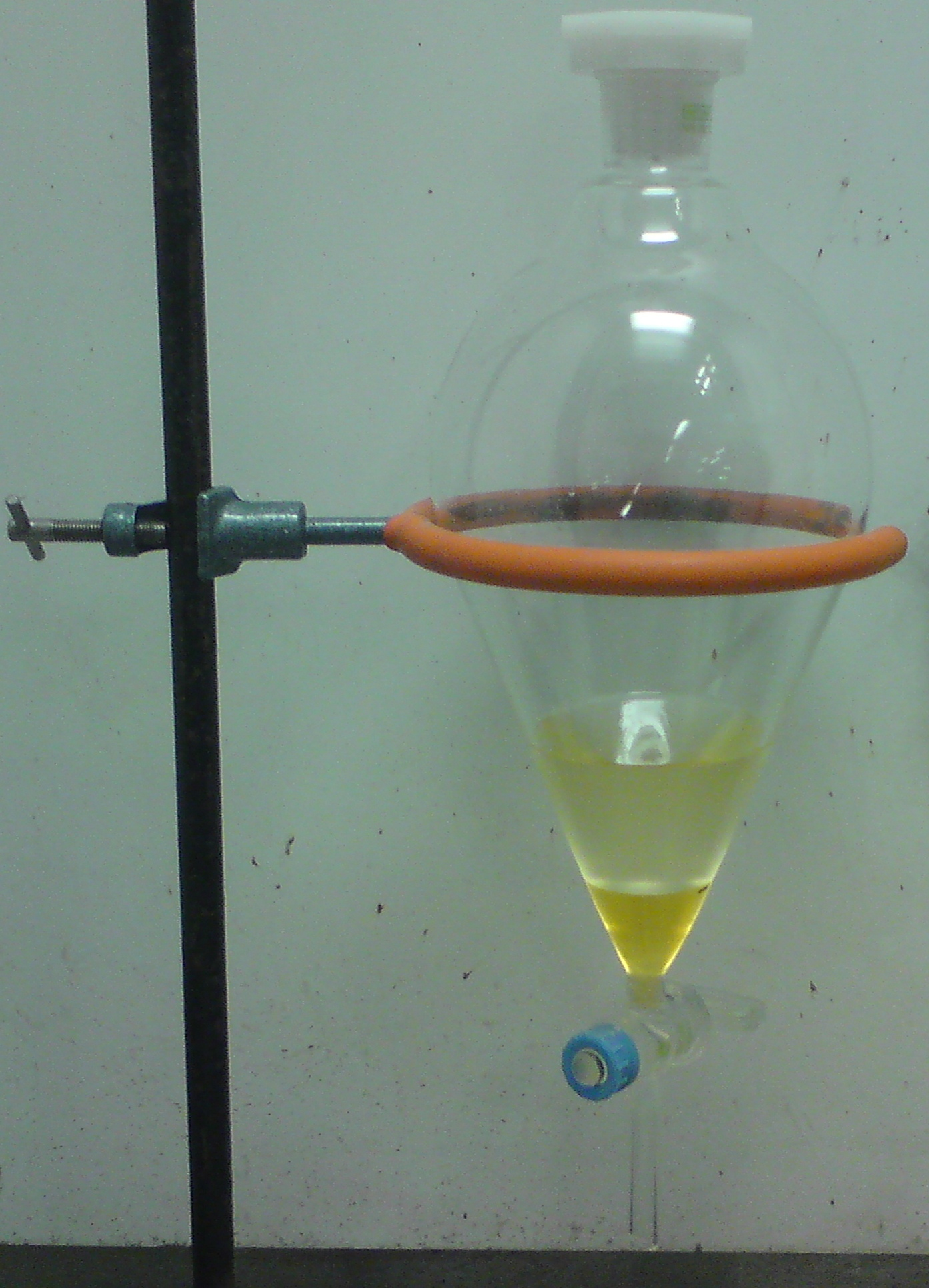
Scheitrechter gebruikt bij extracties.

### Extraheren
Er wordt een experiment uitgevoerd waarin pyridine is opgelost in water. Pyridine is een organische base. Het geconjugeerde zuur van pyridine, pyridinium, heeft een pKa van 5,21.
Indien men de opgeloste pyridine wil overbrengen naar een organische fase, dan is dat mogelijk door extractie met behulp van een scheitrechter. Om de pyridine over te brengen naar de organische laag, moet deze hierin goed oplossen. Dat zal het beste gaan indien het ongeladen is, dus zo veel mogelijk in de base-vorm voorkomt. Bij een gegeven pH (van de waterige fase) kan men berekenen wat de verhouding pyridine tot pyridinium is. Algemene toepassing van de Henderson-Hasselbalch-vergelijking levert:
{\displaystyle \mathrm {pH} =\mathrm {pK_{a}} _{(\mathrm {pyridinium} )}+\log \mathrm {\left({\dfrac {C_{pyridine}}{C_{pyridinium}}}\right)} }
Bij een pH van bijvoorbeeld 7,6 wordt dit:
{\displaystyle 7,6=5,21+\log \mathrm {\left({\dfrac {C_{pyridine}}{C_{pyridinium}}}\right)} }
Oftewel:
{\displaystyle \log \mathrm {\left({\dfrac {C_{pyridine}}{C_{pyridinium}}}\right)} =7,6-5,21}
En dus is de verhouding pyridine tot pyridinium gelijk aan:
{\displaystyle \mathrm {\dfrac {C_{pyridine}}{C_{pyridinium}}} =245,5}
Onder deze omstandigheden zal het grootste deel van de stof als pyridine voorkomen (concreter: 245,5 keer zoveel als pyridinium) en kan extractie naar de organische laag goed worden uitgevoerd. Echter, bij een lage pH (bijvoorbeeld 4,5) kan worden aangetoond dat pyridinium in overmaat aanwezig is:
{\displaystyle \log \mathrm {\left({\dfrac {C_{pyridine}}{C_{pyridinium}}}\right)} =4,5-5,21}
Oftewel:
{\displaystyle \mathrm {\dfrac {C_{pyridine}}{C_{pyridinium}}} =0,195}
Onder deze omstandigheden kan pyridine dus niet naar de organische fase worden overgebracht.

### Een buffer maken
Het maken van een buffer met een vooraf bepaalde pH kan bereid worden door het samenvoegen van een zuur met het zout van zijn geconjugeerde base. Een voorbeeld is de bereiding van een buffer met pH = 6,7 van mierenzuur (HA) met het natriumzout van de geconjugeerde base, natriumformiaat (A−). De pKa van mierenzuur is 3,7. Toepassing van de Henderson-Hasselbalch-vergelijking levert:
{\displaystyle \mathrm {pH} =\mathrm {pK_{a}} _{(\mathrm {HA} )}+\log \mathrm {\left({\dfrac {C_{A^{-}}}{C_{HA}}}\right)} }
Oftewel:
{\displaystyle 6,7=3,7+\log \mathrm {\left({\dfrac {C_{A^{-}}}{C_{HA}}}\right)} }
Waaruit volgt:
{\displaystyle \log \mathrm {\left({\dfrac {C_{A^{-}}}{C_{HA}}}\right)} =6,7-3,7}
De gewenste verhouding natriumformiaat tot mierenzuur bedraagt dus:
{\displaystyle \mathrm {\dfrac {C_{A^{-}}}{C_{HA}}} =1000}
Natriumformiaat en mierenzuur moeten dus in de verhouding 1000:1 gemengd worden om deze buffer te maken.